# Saint-François-de-la-Rivière-du-Sud
Saint-François-de-la-Rivière-du-Sud è un comune del Canada, situato nella provincia del Québec, nella regione di Chaudière-Appalaches.